# Burg Hammerstein (am Rhein)

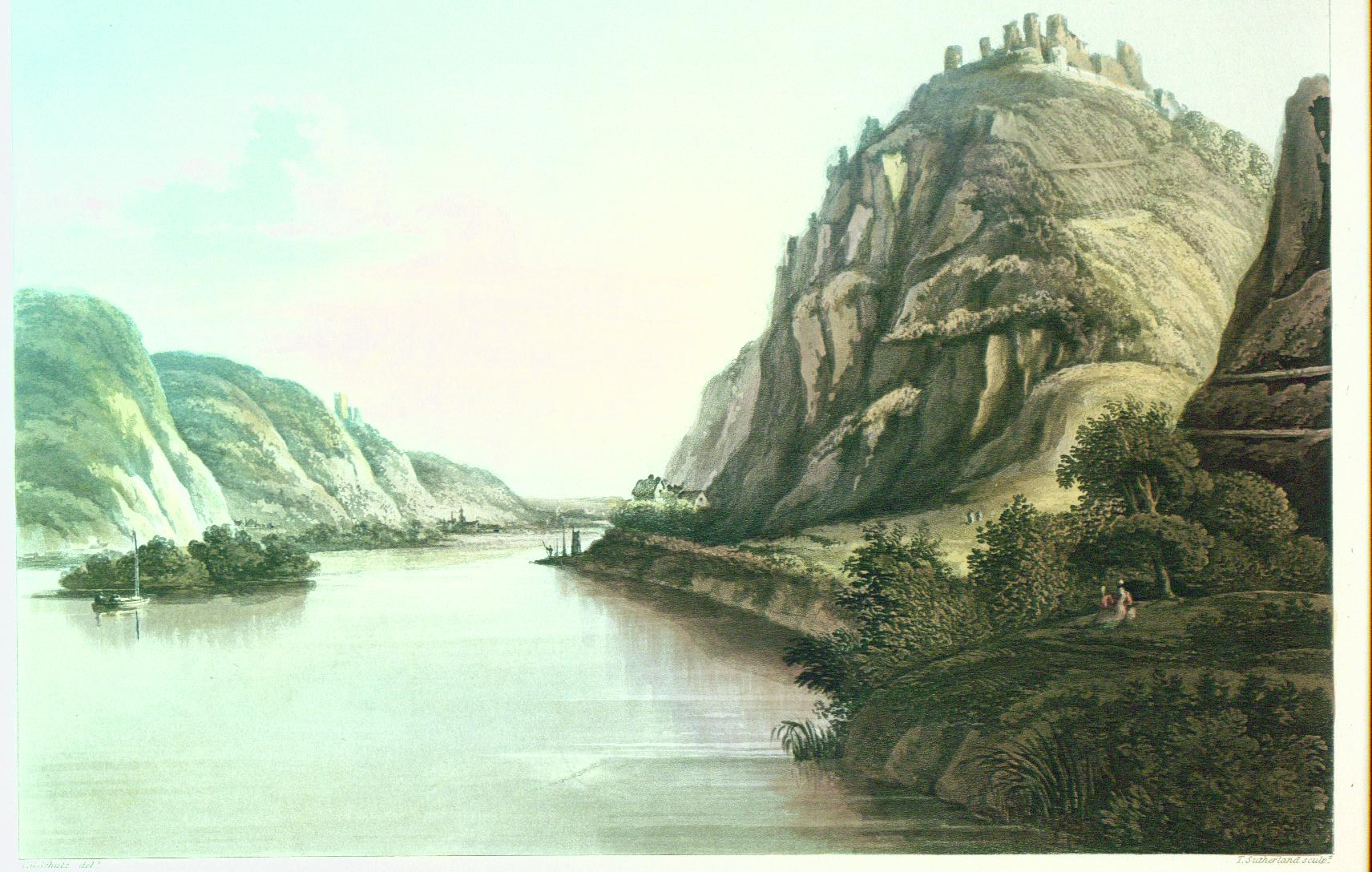
Der Rhein mit Burg Hammerstein, Gemälde von Thomas Sutherland (1820)

Die Burg Hammerstein ist die Ruine einer Höhenburg auf einer 195 m ü. NN hohen Anhöhe am Rhein südlich des Ortes Hammerstein im Landkreis Neuwied in Rheinland-Pfalz. Die Ruine ist heute über den Rheinsteig erreichbar.

## Geschichte

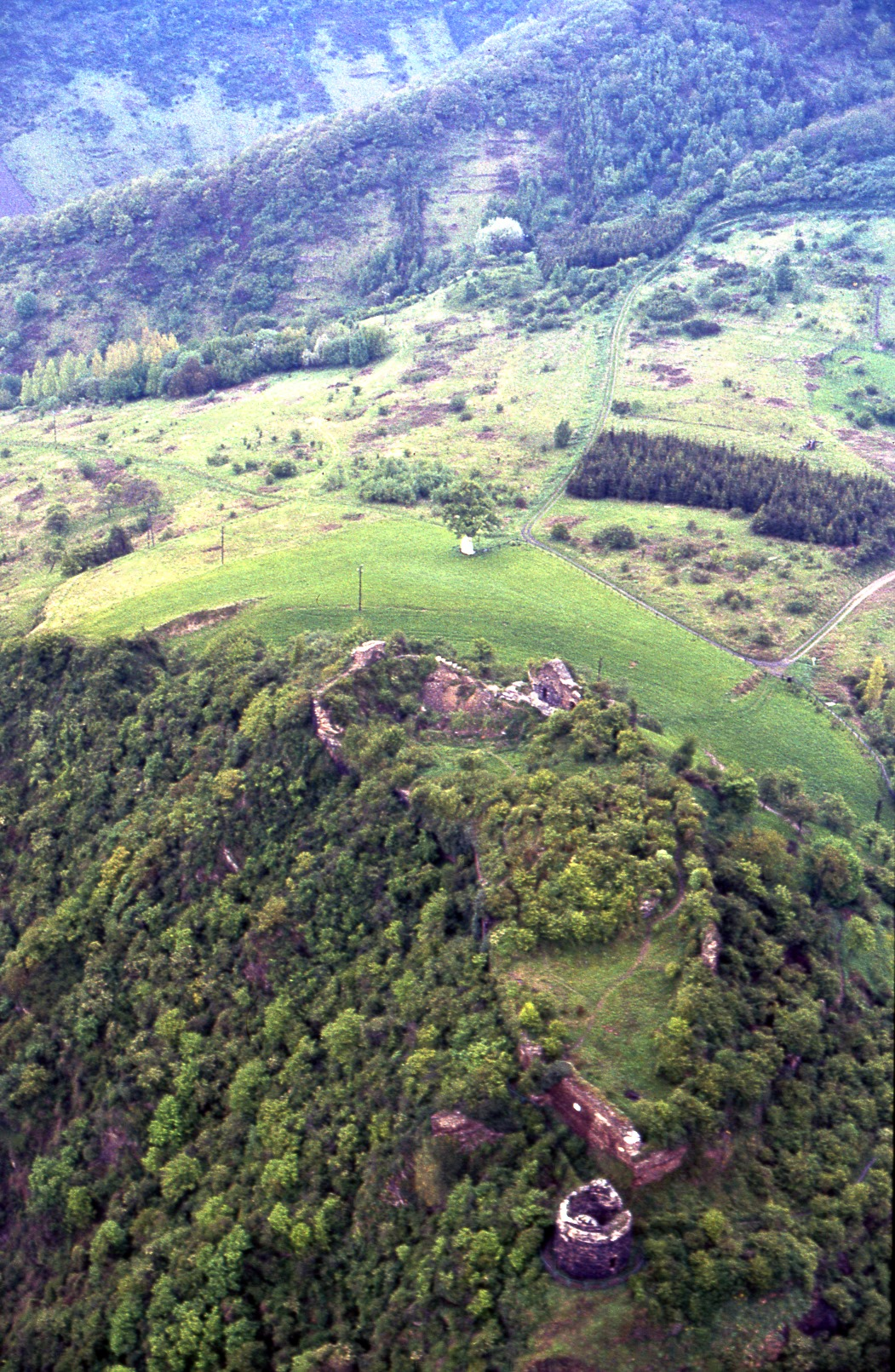
Luftaufnahme der Burgruine Hammerstein

Die Anlage wurde im 10. Jahrhundert von den Konradinern im damaligen Engersgau erbaut und ist somit die wohl älteste Burg des Mittelrheintals. Sie wurde im Jahr 1002 als Reichsburg genannt. Die früheren Vermutungen verschiedener Autoren, die Füllmauertechnik der Ringmauer könne auf einen römischen Ursprung hindeuten, müssen heute als überholt gelten. Die Burggrafen von Hammerstein lebten und walteten hier bis etwa 1417, ehe sich die Spur dieses Geschlechts aus genealogischer Sicht verliert.
Otto von Hammerstein (Gaugraf im Engersgau) ging eine Ehe mit seiner entfernten Verwandten (im 7. Grad) Irmingard ein, die aus machtpolitischen Erwägungen des Mainzer Bischofs Erkanbald kirchlich nicht anerkannt wurde (siehe Hammersteiner Ehe). Er hielt sich nicht an die auf dem Reichstag von 1018 beschlossene Auflösung der Ehe mit Irmingard und überfiel den Mainzer Erzbischof. Daraufhin wurde die Burg im Herbst 1020 erfolgreich durch Kaiser Heinrich II. belagert. Am 26. Dezember gaben die Verteidiger ausgehungert die Burg auf. Die Burg Hammerstein verfiel danach.
Der spätere Kaiser Heinrich IV. ließ die Burg im Jahr 1071 wiederherstellen. 1105 ließ er von hier die Reichsinsignien holen, die auf der Burg aufbewahrt wurden, als er in Ingelheim von seinem Sohn Heinrich V. abgesetzt wurde, der 1125 ebenfalls die Reichsinsignien dort verwahrte. 1071 besaß Hammerstein eine Zollstelle und ab 1215 eine Münzstätte. Im Jahr 1225 war der spätere römisch-deutsche König Wilhelm von Holland auf der Burg zu Besuch.
1337 erhielt der Ort Oberhammerstein Stadtrechte.
Hammerstein blieb Reichsburg, bis Kaiser Karl IV. 1374 die Lehnshoheit über die Burg und deren Zubehör als Eigentum an das Kurfürstentum Trier übertrug.
1431 verpfändete der Erzbischof Raban von Helmstatt Burg und Tal Hammerstein dem Grafen Ruprecht von Virneburg und gestattete diesem 1434, an dem Schloss 1500 Gulden zu verbauen.
1632–1646 besetzten die Spanier im Dreißigjährigen Krieg die Burg. 1646–1654 verwendeten Truppen Karls IV., Herzog von Lothringen, sie als Stützpunkt für Raubzüge. Sie wurde noch lange nach Kriegsende von ihren Besatzern gehalten. Erst nach immensem Aufwand konnte sie von Streitkräften aus Kurtrier und Wied eingenommen werden. 1654 wurde die Burg beim Abzug der kurtrierischen Truppen von diesen geschleift.
1815 fiel die Ruine an Preußen. Seit 1893 befindet sich die Burg im Besitz der Freiherren von Hammerstein.

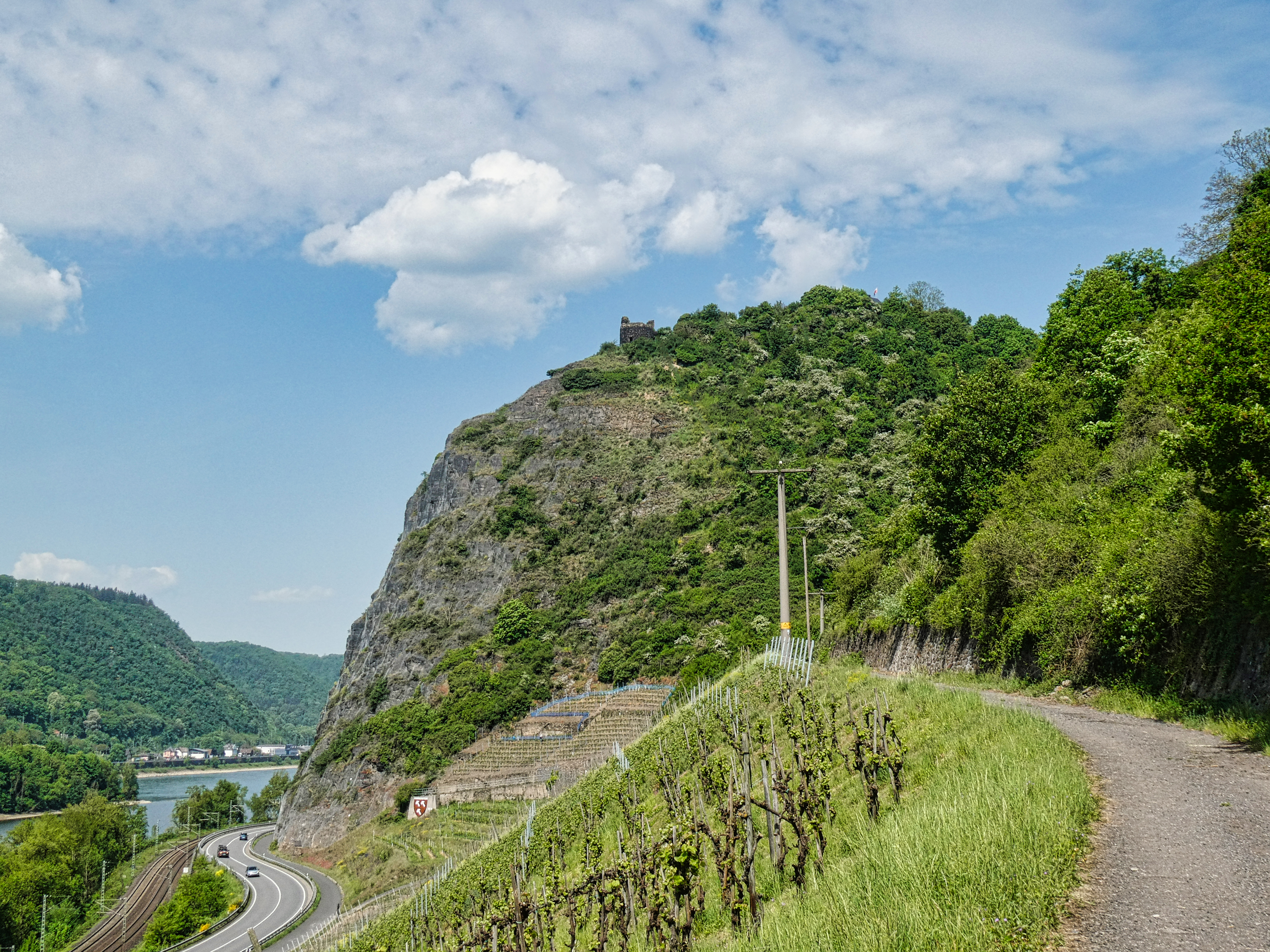
Hammersteiner Ley mit Burgruine
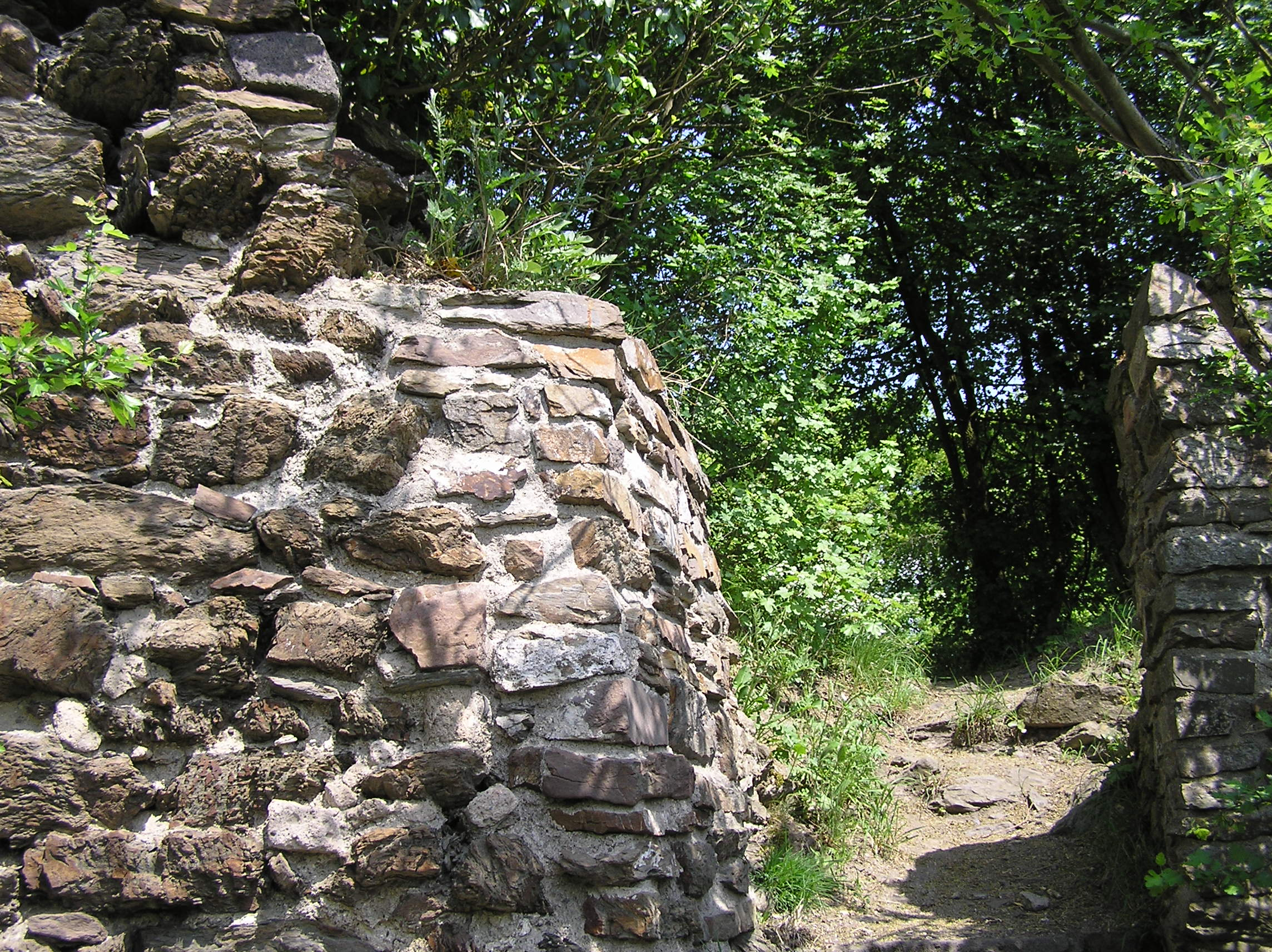
Überreste der Ausfallpforte
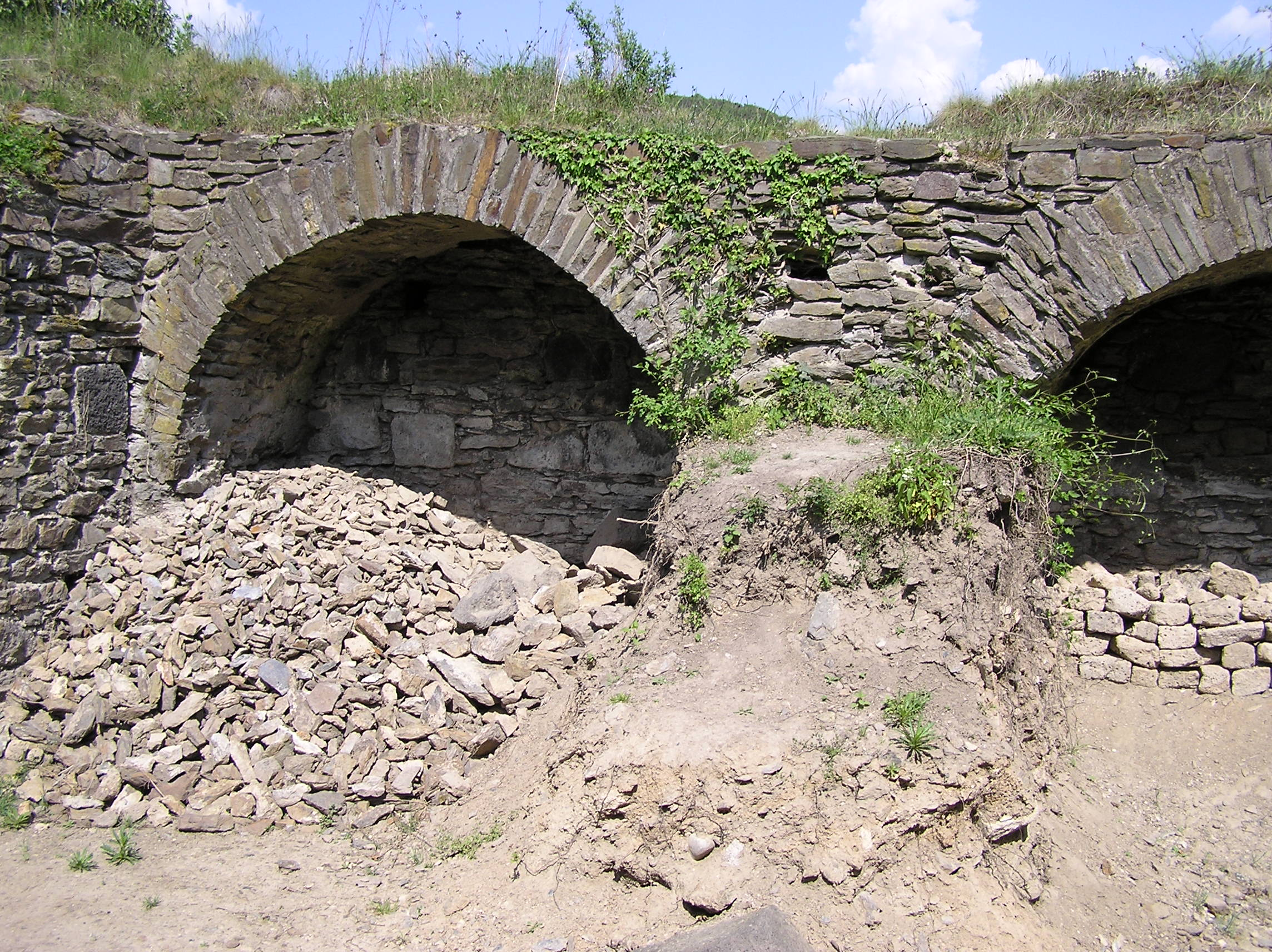
Überreste der östlichen Wehrgangsmauer
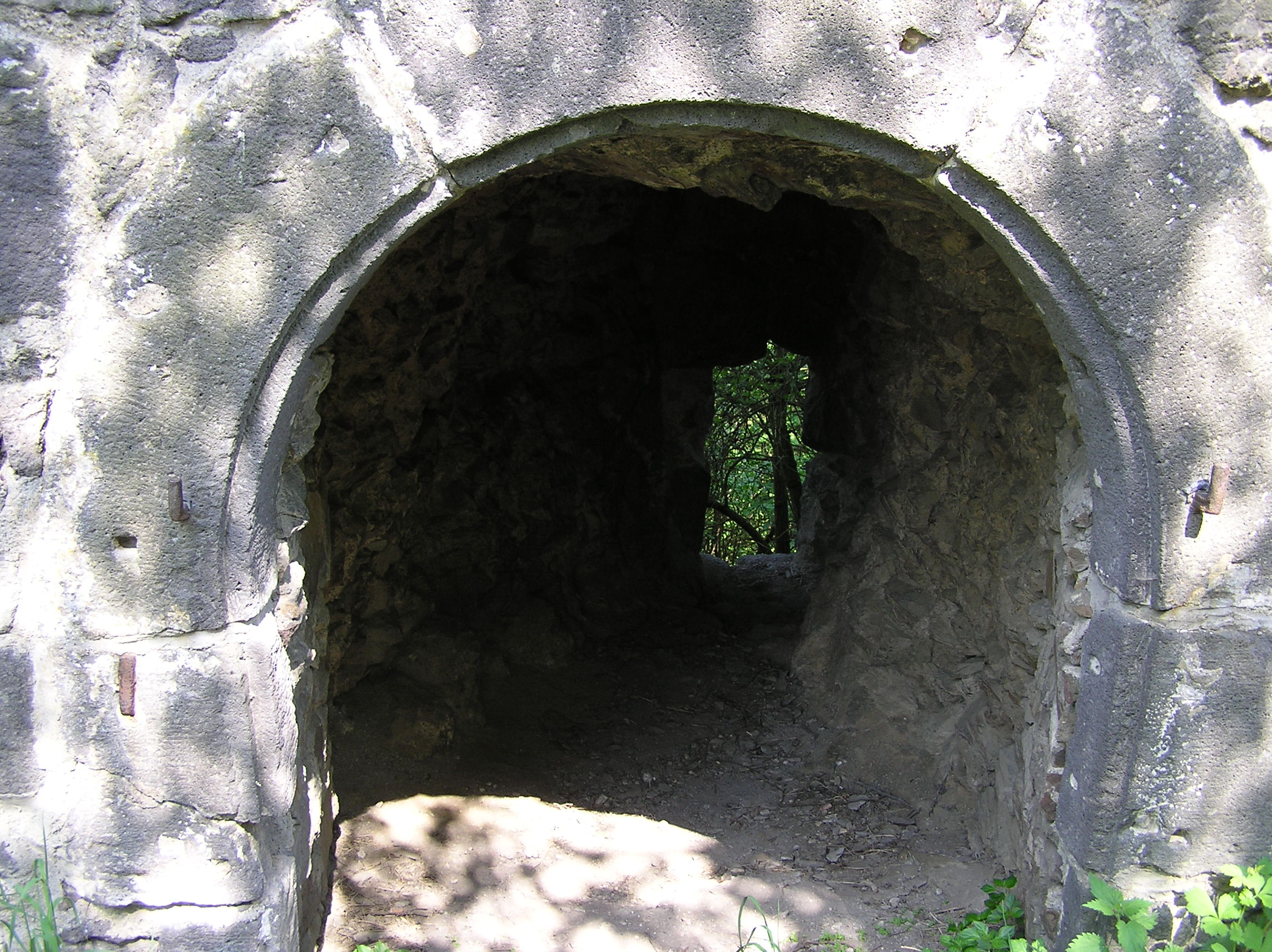
Eine Scharte in der „Barbarossamauer“
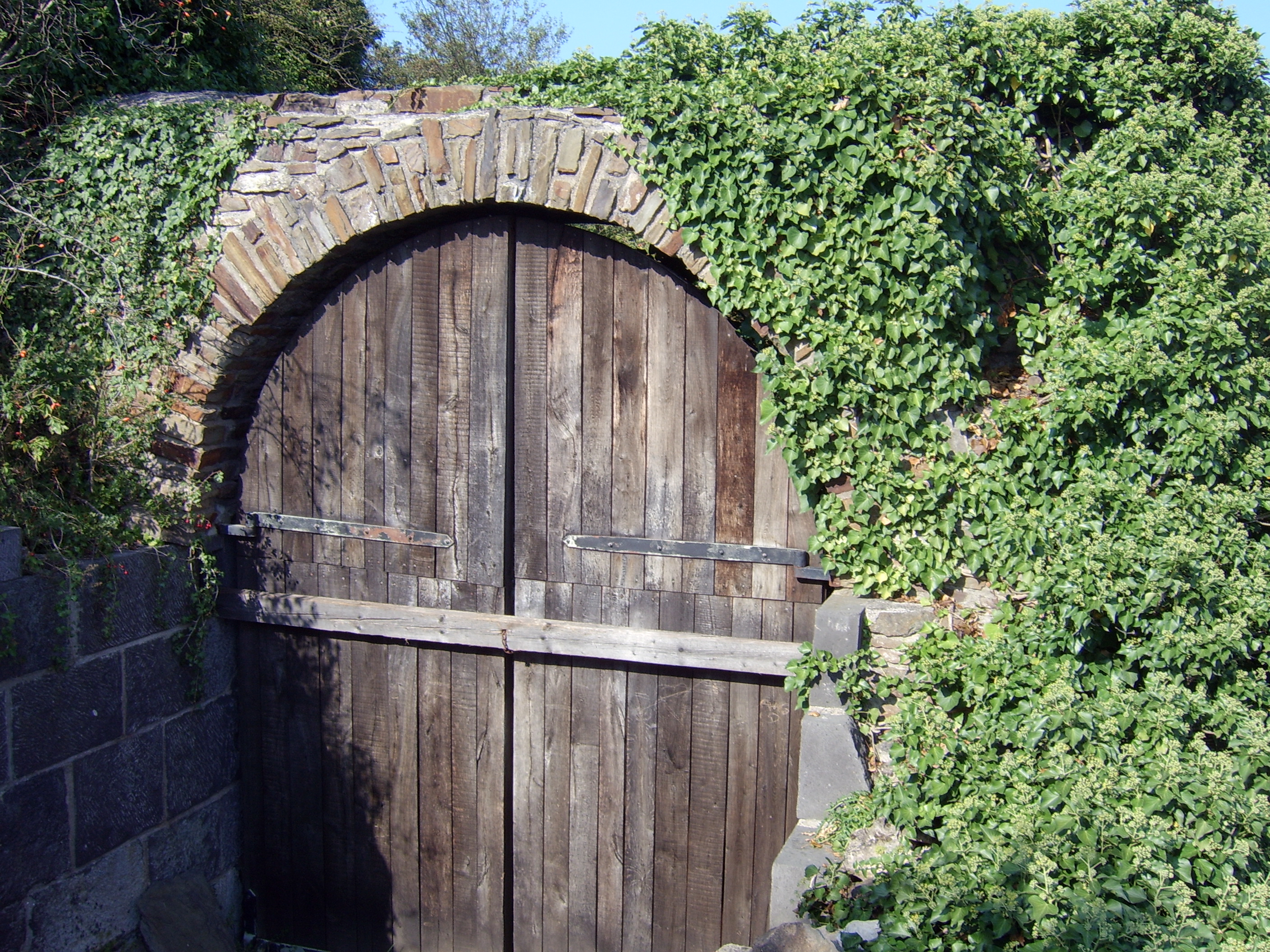
Rekonstruktion eines Burgtores
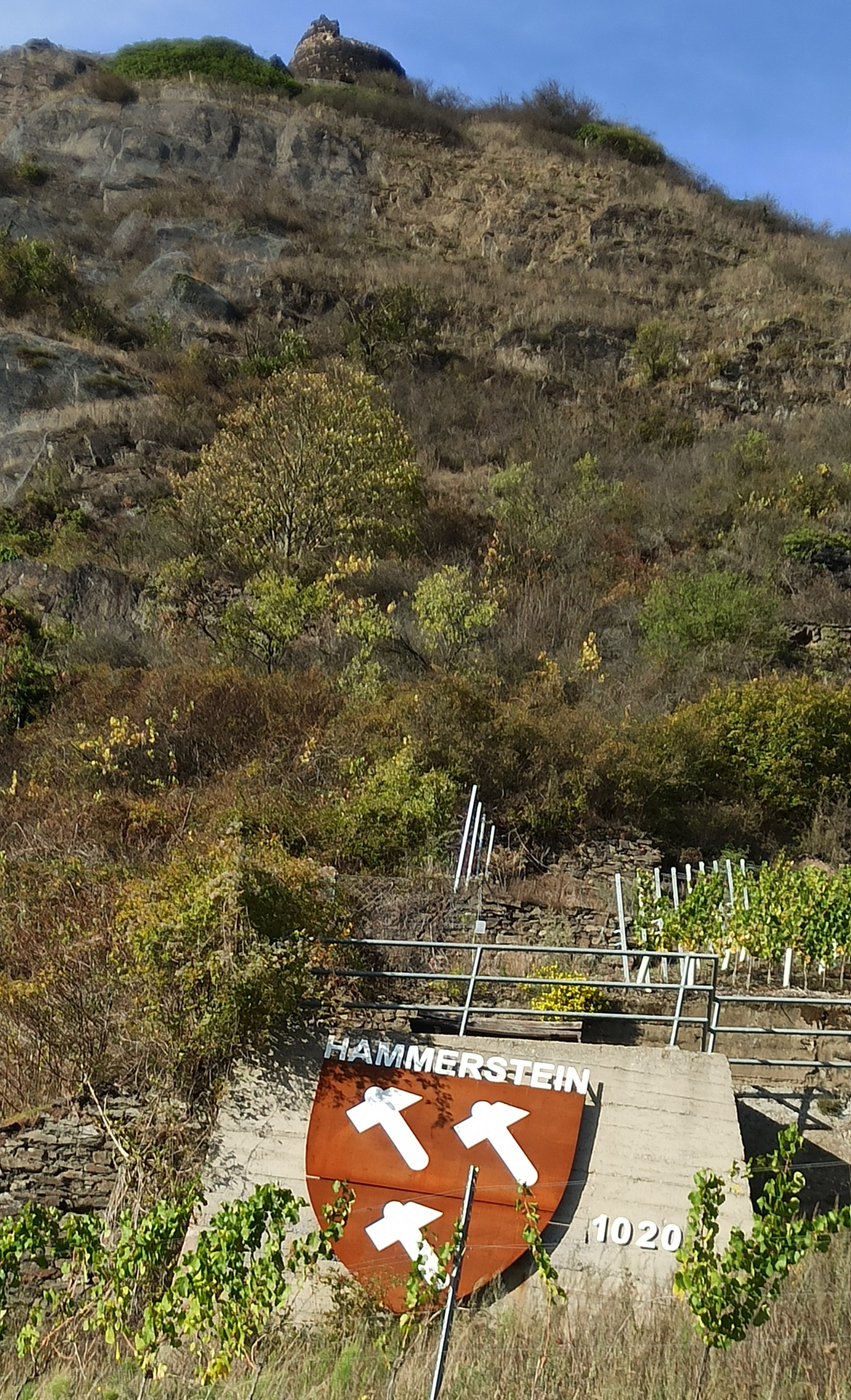
Erinnerung am Fuße der Burgfelsens an die Belagerung der Burg im Jahre 1020